# Casmantutu (Ort)
Casmantutu ist eine osttimoresische Siedlung im Suco Talitu (Verwaltungsamt Laulara, Gemeinde Aileu).

## Geographie und Einrichtungen
Casmantutu liegt im Westen der Aldeia Casmantutu auf einem etwa 400 m breitem Bergrücken in einer Meereshöhe von 449 m. Der Berg wird im Westen und Osten von zwei Quellflüssen des Quiks umrahmt, die etwa 80 m tiefer liegen und weiter nördlich zusammenfließen. Eine kleine Straße führt auf der offenen Seite nach Süden zum Suco-Hauptort Talitu. Der nächste Ort ist der etwa 750 m entfernte Ort Talitu Lama, der gut 300 m höher liegt.
Casmantutu verfügt über eine Grundschule, die etwas außerhalb des Ortes an der Straße steht.